# Boodikka
Boodikka es una personaje ficticia que aparece en los cómics publicados por DC Comics. Boodikka es una mujer alienígena humanoide alta y musculosa con piel rosada y cabello negro rojizo. Su nombre es una obra de teatro sobre la antigua reina guerrera británica Boudica.

## Historial de publicaciones
Boodikka apareció por primera vez en Green Lantern Vol. 3 # 20 y fue creado por Gerald Jones, Pat Broderick, Romeo Tanghal, Albert De Guzman y Anthony Tollin.

## Biografía ficticia
A los tres siglos de edad, la guerrera Boodikka del planeta Bellatrix fue reclutada originalmente por el Chaselon con forma de esfera de Barrio III para unirse al entonces reconstituido Green Lantern Corps. Boodikka había pertenecido a algo llamado "Bombarderas Bellatrix", un grupo de mujeres mercenarias contratadas por los planetas para despejar las vías espaciales de fuerzas hostiles. Las "Bombarderas Bellatrix" se habían disuelto en algún momento, aparentemente la mayoría del equipo había muerto en el camino.
Inicialmente, Hal Jordan estaba consternado y desanimado por la actitud inherentemente agresiva de Boodikka. A pesar de esto, Kilowog, un entrenador de renombre en el Cuerpo y el entrenador del propio Jordan, estaba demasiado ansioso por entrenar a alguien tan desafiante y le dio su recomendación como candidata. Las cosas se movieron rápidamente en este punto, y Boodikka pronto se vio envuelta en la batalla con Star Sapphire. Ella y el resto del Cuerpo se unieron a la lucha contra el antiguo amor de Hal, la mercenaria Flicker, y una convoy entera de Teban.
Algún tiempo después, a los nuevos reclutas del Green Lantern Corps se les mostró el Libro de Oa, un libro mantenido por los Guardianes del Universo que contaba historias del pasado, el presente y el futuro de los Linternas Verdes. Aprendieron historias que les ayudarían a ser mejores Green Lanterns. Los nuevos miembros tuvieron este entrenamiento interrumpido cuando fueron a la Tierra para ayudar a liberar a Hal Jordan de la influencia del villano Eclipso. No eran rival para los eclipsados Jordan y Star Sapphire. Eclipso logró escapar del Cuerpo y pronto regresaron a Oa. Guy Gardner recibió un anillo de los Guardianes del Universo para actuar como Linterna Verde temporal del Sector Espacial 2814.
Rápidamente demostraría ser una hábil portadora de anillos de poder, una valiosa adición al Green Lantern Corps. Sin embargo, su problema con la autoridad y las figuras de autoridad planteaba un problema continuo. A menudo estaba en desacuerdo con Kreon de Tebis, otro nuevo recluta del Cuerpo. Como antiguo cacique de la flota de batalla de Teban, estaba acostumbrado a la disciplina y la precisión militar. Sus luchas internas incluso habían puesto en peligro a Oa y los Guardianes durante una invasión Qwardiana. Guy Gardner había regresado a Oa para tomar el anillo de poder amarillo de Sinestro. Sin Kilowog para guiarlos, los Green Lanterns estaban en el caos.
Kreon y Boodikka llegaron a las manos cuando el rival Green Lantern la criticó por ser una luchadora indisciplinada. Al quedarse sin opciones, Kilowog trajo los dos Green Lanterns en disputa a John Stewart como un "conferenciante invitado" en cooperación y tolerancia. Stewart realizó un escaneo mental en los dos reclutas y de alguna manera intercambió sus conciencias. Los dos Green Lanterns se enfrentaron a sus temores finales: el de Kreon estaba representado por "Mama Denata" y su miedo a lo incontrolable, mientras que el miedo de Boodikka era "los Hombres de las Cadenas", que representaba la asfixia que sentía por las restricciones autorizadas. Los dos no tuvieron más remedio que aprender a trabajar juntos o ser derrotados.
Boodikka nunca perdió su amor por la batalla. Luchó con entusiasmo contra la encarnación de Entropía, a pesar de que el encuentro, entonces, parecía significar una muerte segura. Boodikka demostró haber recorrido un largo camino como Green Lantern, y luego trabajó en equipo con los otros miembros del Cuerpo para derrotar a Entropy.
En un sector espacial muy alejado de nuestra propia galaxia, Boodikka fue asignada para investigar las muertes de múltiples razas alienígenas que de repente se habían destruido a sí mismas en un aparente suicidio masivo, destrucción ambiental o guerras masivas. Al llegar a un mundo en medio de la destrucción, Boodikka se encontró con Guy Gardner. Él y sus colegas, los "Jardineros del Universo", habían sido enviados para resolver el mismo problema que Boodikka. Guy trató de demostrar sus habilidades de liderazgo a su equipo de extraterrestres superpoderosos de todo el espacio conocido. No pasó mucho tiempo hasta que Gardner tuvo un altercado con Green Lantern. Fue durante esta pelea que Guy se dio cuenta de que su anillo amarillo estaba alimentado por la energía de los anillos de poder de los Linternas Verdes. Completamente cargado, el anillo de poder amarillo de Gardner le permitió reconocer la verdadera amenaza. Creado en el universo de antimateria de Qward, su anillo de poder anula el bloqueo mental de los atacantes reales. Gardner usó su anillo para liberar a los demás de su trance.
El respiro de Boodikka no duraría mucho. Una raza alienígena llamada Ofidianos había venido a limpiar el espacio conocido. En dos ocasiones en su sórdido pasado habían sido casi aniquilados por invasores alienígenas, luego desde que se limitaron a erradicar todas las demás formas de vida en el universo para asegurarse de que su búsqueda pseudo-religiosa nunca volvería a estar en peligro. Los ofidianos entrarían a sus víctimas antes de hacer que luchasen entre ellos hasta la extinción. Cuando la nave de Ophidian logró eludirlos, Boodikka y Gardner tuvieron que unir sus mentes para lograr la velocidad necesaria para alcanzarlos. Cuando llegaron a la nave, estalló. Se desconoce si esto fue el resultado de la retroalimentación de los dos luchando contra el control mental o la autodestrucción. La pareja ahora no tenía forma de encontrar el mundo natal de Ophidian. Después de la batalla, Boodikka pidió a los Guardianes del Universo que consultaran sobre la recuperación del anillo de poder Qwardiano de Gardner. Los Guardianes, sin embargo, habían determinado que Gardner estaba trabajando para lograr los mismos fines que ellos. Aunque estarían vigilando a Gardner, decidieron no actuar sobre Gardner por el momento.
Una guerrero feroz, Boodikka estaba bien versada en muchas artes de combate, incluido el uso de espadas cortas, pistolas y explosivos. A menudo visitaba a su propia madre para el combate. En Bellatrix, esto se consideró un buen momento. La propia abuela de Boodikka había sido asesinada por su propia hija, Arisia, una ex Linterna Verde de Graxos IV y una vez amor de Hal Jordan, contó esta historia a los miembros de la Liga de la Justicia, Power Girl, Doctora Luz y Maya cuando le preguntaron sobre mujeres en el Green Lantern Corps.
En un momento dado, se pidió al Green Lantern Corps que ayudara a Hal Jordan en el planeta Maltus. Había estado luchando contra los dioses maltusianos conocidos como la Triarca y también estaba siendo atacado por los Darkstars y L.E.G.I.O.N.. Boodikka estaba tan enamorada de la destreza de lucha de Lobo, un cazarrecompensas y agente de L.E.G.I.O.N. Los dos se detuvieron a mitad de la pelea y fueron "a algún lado" por sugerencia de Lobo para una formidable sesión de hacer el amor que hizo que los dos se perdieran toda la pelea.
Boodikka, más tarde, se convirtió en una especie de reclutador para el Cuerpo. En su búsqueda se encontró con Barin, un joven soldado de una especie de guerreros afines que creía que sería una ventaja para sus hermanos. Como resultaron los eventos, Barin no estaba en un punto en el que estuviera listo para luchar solo. En su primera salida solo fue rápidamente asediado por una especie de mestizos del espacio y entró en estado de shock. El aspirante a Lantern fue llevado a Oa, donde fue conectado a sistemas de soporte vital. Desde la destrucción de Oa por Hal Jordan, montado en Parallax, y su resurrección por Kyle Rayner, el destino final de Barin sigue siendo desconocido.

### Emerald Twilight y más allá
Su siguiente misión fue evitar que Hal Jordan llegara a Oa durante Emerald Twilight por orden directa de los Guardianes del Universo. Aunque luchó bien, no era rival para la fuerza de voluntad de Jordan. Debido a que ella no estaba dispuesta a entregar su anillo libremente, Jordan cortó la mano de Boodikka para quitarle el anillo. Jordan la dejó flotando en el espacio y continuó hacia Oa, donde pronto se convertiría en Parallax. Jordan mencionó más tarde que había dejado a Boodikka, junto con los otros Green Lanterns que había enfrentado en el camino a Oa, con "suficiente poder para sobrevivir" incluso después de tomar sus anillos.
Más tarde se reveló que Boodikka había sobrevivido, uniéndose a "La Hermandad de la Llama Fría" en el planeta Xudar con otros antiguos Linternas Verdes para encontrar los medios para expiar los crímenes de Hal Jordan. La Hermandad de la Llama Fría, utilizando el espíritu del difunto Kilowog, creó el "Linterna Oscura", un instrumento de su venganza contra los deseos de Boodikka.
Boodikka fue descubierta más tarde por Hal Jordan y Guy Gardner en el mundo natal de Manhunter de Biot, en un estado de animación suspendida con otras "Linternas Perdidas" que Jordan había dejado por muerta durante Emerald Twilight. En algún momento, los Manhunters, en concierto con Hank Henshaw, reunieron estos antiguos Linternas Verdes, los pusieron en animación suspendida y usaron sus energías como una batería para crear Manhunters más avanzados. Al ser liberada de su letargo, Boodikka parecía sorprendida de que ya no tuviera su mano, y el siguiente comentario implicaba que su último recuerdo consciente era de luchar contra Hal Jordan, poseído por Parallax, a pesar de haber vivido algún tiempo después de que ella mutilara a Xudar como parte de la "Hermandad de la Llama Fría". Se desconoce cómo o por qué Boodikka fue capturada mientras estaba en Xudar (asumiendo que todavía permaneció allí). Durante el enfrentamiento con los Manhunters, Kreon muere y su anillo elige a Boodikka. Reanuda sus funciones en el Green Lantern Corps, reemplazando su mano perdida con una esmeralda alimentada por las energías de su anillo de poder.
Boodikka y sus compañeros Lost Lanterns se mantienen alejados de Hal Jordan hasta que Parallax (en la forma de Kyle Rayner) lo lleva a Qward. Siguieron, sabiendo que "El Cuerpo no abandona lo suyo". Cuando Parallax mató a Chance, ella intentó vaporizarlo, lo que su anillo reconoció como una acción ilegal, y en consecuencia cerró, dejándola indefensa. Boodikka luego fue con Ke'Haan y Laira para encontrar a Ion, en las profundidades de Qward. En cambio, se encuentran con el Anti-Monitor. Ke'Haan fue asesinado, pero los demás lograron rescatar a Ion y regresar a Oa. Al mismo tiempo, los Guardianes habían reescrito el Libro de Oa, permitiendo que los Linternas usaran fuerza letal, devolviendo el control del anillo a Boodikka.

### Guerra post-Sinestro Corps
Boodikka se convirtió en miembro de los Alpha Lanterns, una fuerza policial interna dentro del propio Cuerpo, poco después de la Guerra Sinestro y la promulgación de la Segunda Ley del Libro de Oa. Los Alpha Lanterns se aseguran de que ningún miembro del Cuerpo realice una acción ilegal usando un anillo de poder. Cada Alpha Lantern recibe un segundo anillo de energía y recibe conexiones directas al Libro de las Leyes de Oa y la Batería de Energía Central. El proceso implica la alteración quirúrgica en un híbrido de la forma biológica del recluta individual y la tecnología Manhunter actualizada. En otras palabras, los Alpha Lanterns son cyborgs.
Boodikka y los Alpha Lanterns se ven en Crisis final. Se revela que el compañero Alpha Lantern Kraken fue tomado por Abuela Bondad durante el juicio de Hal Jordan después de que los Alphas arrestaran a Hal por el asesinato de Orión.

### Brightest Day
Se muestra que Alpha Lantern Boodikka fue controlada por Cyborg Superman. Mientras ataca a Kyle Rayner, Soranik Natu y John Stewart, el miembro de Green Lantern Hannu la embosca y logra dañarla severamente. Esto la libera temporalmente del control de Cyborg Superman y le indica a los otros Linternas que recarguen la batería con la energía que ha absorbido. Sus compañeros Linternas pueden repararla lo suficiente para que ella luche, y ella se une al ataque a la base del Cyborg Superman. Durante la batalla, el cuerpo del Cyborg es destruido y su conciencia intenta tomar el control del cuerpo de Boodikka. La conciencia de Boodikka se defiende y lo derrota. A su regreso a Oa, Boodikka se convierte en miembro de la Guardia de Honor de Lantern, sus emociones restauradas debido a la forma en que fue liberada del control del Cyborg. Sin embargo, Ganthet notó de inmediato que había algo diferente en ella. Boodikka afirma que esto se debe a que las emociones recién descubiertas de Ganthet le permitieron ser quien es (el verdadero yo de Boodikka, ahora nuevamente en control de su cuerpo), no lo que es (una Alpha Lantern).

### Reino de Doomsday
Boodikka aparece más tarde en los restos del planeta destruido New Krypton, donde se encuentra con Batman y Supergirl de la Liga de la Justicia. Boodikka explica que los Guardianes la habían enviado en una misión para inspeccionar las ruinas como seguimiento de la inspección inicial del planeta Green Lantern Corps que tuvo lugar durante la historia de World of New Krypton. De repente, los héroes son atacados por Doomsday, quien golpea a Boodikka en la espalda antes de que ella tenga la oportunidad de reaccionar. Debido a sus heridas, Boodikka no puede manejar su anillo de manera efectiva, y la criatura casi la captura antes de ser rescatada por Supergirl. Con Starman y Saint Walker de Blue Lantern Corps sirviendo como una distracción, Batman y Supergirl pueden llevar a la Boodikka herida a la Atalaya de JLA. Doomsday los sigue a bordo, y justo cuando está a punto de atacarlos, Cyborg Superman emerge del cuerpo de Boodikka y afirma que Doomsday atacó a Boodikka y a los miembros de la JLA para llegar a él.
Después de que Doomsday captura a Supergirl y Cyborg Superman y luego huye de la Watchtower, Starman menciona que Boodikka se está curando a sí misma en las instalaciones médicas de la JLA, y que pronto debería tener suficiente energía para regresar a Oa.
Después de la historia de la Guerra de los Linternas Verdes, Boodikka y los Alpha Lanterns son asesinados por Alpha Lantern Varix que creen que los Alpha Lanterns están siendo corrompidos para juzgar a John Stewart durante su juicio; Varix luego se suicidó. Posteriormente, los cuerpos de Alpha Lanterns fueron internados en Oa.

## En otros medios

### Televisión
- Boodikka aparece brevemente en el episodio de Duck Dodgers, "The Green Loontern" como uno de los Lanterns que defiende a Oa de Sinestro, con la voz de Grey DeLisle. Más tarde es rescatada por Dodgers y el resto del Cuerpo.
- Boodikka hace un cameo en Justice League Action en la Temporada 1, Episodio 47 "Tours de la Atalaya".

### Película
- Boodikka aparece en Green Lantern: First Flight con la voz de Tricia Helfer. Esta versión de Boodikka es radicalmente diferente de su versión cómica, en que ella es una co-conspiradora con Sinestro. En una pelea con Hal Jordan y Kilowog, ella es asesinada cuando es empalada después de una explosión con su bastón de energía de Kanjar Ro.
- Boodikka tiene un cameo en Green Lantern: Emerald Knights, interpretada por Grey DeLisle, quien no estaba acreditada por el papel.
- Boodikka también aparece en la película de acción real Green Lantern en un cameo en algunas escenas de la película. Aunque es muy similar a los humanos en apariencia en los cómics, no se eligió a ninguna actriz para el papel y en su lugar se usó CGI para interpretarla.